# اچ‌دی ۲۰۹۳۴۸ بی
HD 209458 b که به نام خدای مصری اوزیریس نیز نامیده می‌شود، سیاره فراخورشیدی است که به دور آنالوگ HD 209458 خورشیدی در صورت فلکی پگاسوس، حدود ۱۵۹ سال نوری (۴۹ پارسک) از منظومه شمسی می‌چرخد. شعاع مدار این سیاره ۰٫۰۴۷ یکای نجومی (۷٫۰ میلیون کیلومتر؛ ۴٫۴ میلیون مایل) است حدوداً یک‌هشتم شعاع مدار عطارد (۰٫۳۹ یکای نجومی (۳۶ میلیون مایل؛ ۵۸ میلیون کیلومتر)). این شعاع کوچک منجر به سالیانی به مقدار ۳٫۵ روز زمینی و دمای تخمینی سطح آن در حدود ۱٬۰۰۰ درجه سلسیوس (۲٬۰۰۰ درجه فارنهایت؛ ۱٬۰۰۰ کلوین) می‌شود. . جرم و حجم بالای HD 209458 b نشان می‌دهد که این غول گازی حجیم است.
HD 209458 b نشان دهنده یک از نقاط عطف پیشرو در تحقیقات فراسیاره ای است. این اولین نمونه از بیشمار نمونه‌ها بود: